# L'Invitation (film, 1973)
Pour les articles homonymes, voir L'Invitation.
Pour plus de détails, voir Fiche technique et Distribution.
L'Invitation est un  film suisse réalisé par Claude Goretta, sorti en 1973.

## Synopsis
À la suite de la mort de sa mère, un modeste employé de bureau met en vente la petite maison familiale située en pleine zone de développement, ce qui lui rapporte une importante somme d’argent. Après un congé de plusieurs mois, il invite ses collègues à une fête organisée dans son nouveau domicile qui, à la stupeur de chacun, s'avère être une véritable maison de maître. Dans ce cadre luxueux, les sentiments très variés des invités engendrent une succession de comportements bien souvent maladroits. Commencée dans la bonne humeur, l'alcool aidant, cette petite fête est pour certains l'occasion d'abandonner les retenues d'usage qu'impose le cadre professionnel. Les personnalités se révèlent, occasionnant une série d'événements qui font progressivement dégénérer l'ambiance. Le striptease d'une jeune stagiaire provoque même une bagarre entre un petit chef garant de la morale et un employé à la fois libertin et « grande gueule ».

## Fiche technique
- Titre : L'Invitation
- Réalisation : Claude Goretta
- Scénario : Claude Goretta et Michel Viala d'après la pièce de théâtre
- Musique : Patrick Moraz
- Photographie : Jean Zeller
- Montage : Joële Van Effenterre
- Pays de production :  Suisse
- Langue : français
- Format : couleur - Mono
- Durée : 100 minutes
- Date de sortie : 1973

## Distribution
- Jean-Luc Bideau : Maurice Dutoit
- François Simon : Émile
- Jean Champion : Alfred Lamel
- Corinne Coderey : Simone Char
- Michel Robin : Rémy Placet
- Cécile Vassort : Aline
- Rosine Rochette : Hélène Jacquet
- Jacques Rispal : René Mermet
- Neige Dolsky : Emma Debonveau
- Pierre Collet : Pierre Collard
- Lucie Avenay : Mme Placet
- Gilbert Costa : l'inspecteur
- William Jacques : le jardinier
- Roger Jendly : le voleur
- Daniel Stuffel : le surnuméraire

## Distinctions
- Prix du jury et prix international au Festival de Cannes 1973[1]
- Nommé à l'Oscar du meilleur film international[1]